# Конкорд (виноград)
Виноград Конкорд — це сорт, отриманий із винограду Ізабелла (також його називають лисячим виноградом), який використовується як столовий виноград, вино і виноградний сік. Його часто використовують для виготовлення виноградного желе, виноградного соку, виноградних пирогів, безалкогольних напоїв із виноградним ароматом та цукерок. Іноді з винограду роблять вино, особливо вівтарне кошерне вино. Традиційно більшість конкордних вин готують солодкими, але можливі сухі варіанти, якщо досягнуто достатньої стиглості плодів. Виноград названий на честь міста в штаті Массачусетс, де він був розвинений.
Шкірка винограду Конкорд, як правило, темно-синя або фіолетова, і часто покрита епікутикулярним воском світлішого кольору, що може «стиратися». Це різновид слизькості, який означає, що шкірка легко відокремлюється від плодів. Виноград Конкорд має великі насінини і вирізняється високою ароматичністю. Виноград Конкорд особливо схильний до фізіологічних заражень чорною плямою.
У США у 2011 році було вироблено 417 800 тонн. Основними районами вирощування є район Фінгер-Лейкс у Нью-Йорку, озеро Ері, озеро Онтаріо, південно-західний штат Мічиган та долина Якіма у Вашингтоні. Іноді він трапляються в дикорослому вигляді.

## Використання
Виноград Конкорд часто використовують для виготовлення виноградного желе, і він лише зрідка доступний як столовий виноград особливо в Новій Англії. Він є звичайним виноградом, що використовується в желе для традиційного арахісового масла та желе-бутерброда, а виноградне желе Конкорд — основний продукт у супермаркетах США. Виноград Конкорд використовується для виноградного соку, а його характерний фіолетовий колір призвів до того, що безалкогольні напої та цукерки із ароматом винограду штучно пофарбовані у фіолетовий колір, тоді як метил антранілат, хімічна речовина, що міститься у винограді Конкорд, використовується для надання аромату «винограду». Сік Конкорд темного кольору використовується в деяких церквах як безалкогольна альтернатива вину на служінні до причастя. Виноград Конкорд використовували для виготовлення кошерного вина та вівтарного вина. Найстаріший вівтарний виноробний завод в Америці, O-Neh-Da Vineyard, досі виробляє вино Конкорд для вівтаря. Нетоксичні спреї, що містять метил антранілат, можна розпорошувати на кущі як економічно ефективне протидію з птахами. Відлякувач спрею робить фрукти та листя неприємними для птахів.

## Історія
Виноград Конкорд був вирощений в 1849 році Ефраїмом Вейлзом Буллом у Конкорді, штат Массачусетс. Булл посадив насіння дикої Ізабелли і виростив понад 22000 саджанців, перш ніж знайти той варіант, який він вважав ідеальним виноградом Конкорд. Генетичні тести підтвердили, що виноград Конкорд має приблизно третину походження V. vinifera. Обрана лоза Конкорд була висаджена поруч з іншими сортами, включаючи Катавбу, яка пізніше була підтверджена батьківщиною Конкорду за допомогою статистичного аналізу SSR.
У 1853 році виноград Булла посів перше місце на виставці Бостонського садівничого товариства. Потім він був представлений на ринку в 1854 році. Доктор Томас Бремвелл Велч зробив перший виноградний сік Конкорд у своєму будинку в 1869 році. У процесі пастеризації сік не бродив. Велч передав операції з виробництва соків у Вестфілд, штат Нью-Йорк, переробивши 300 тонн винограду на сік у 1897 році.

## Галерея

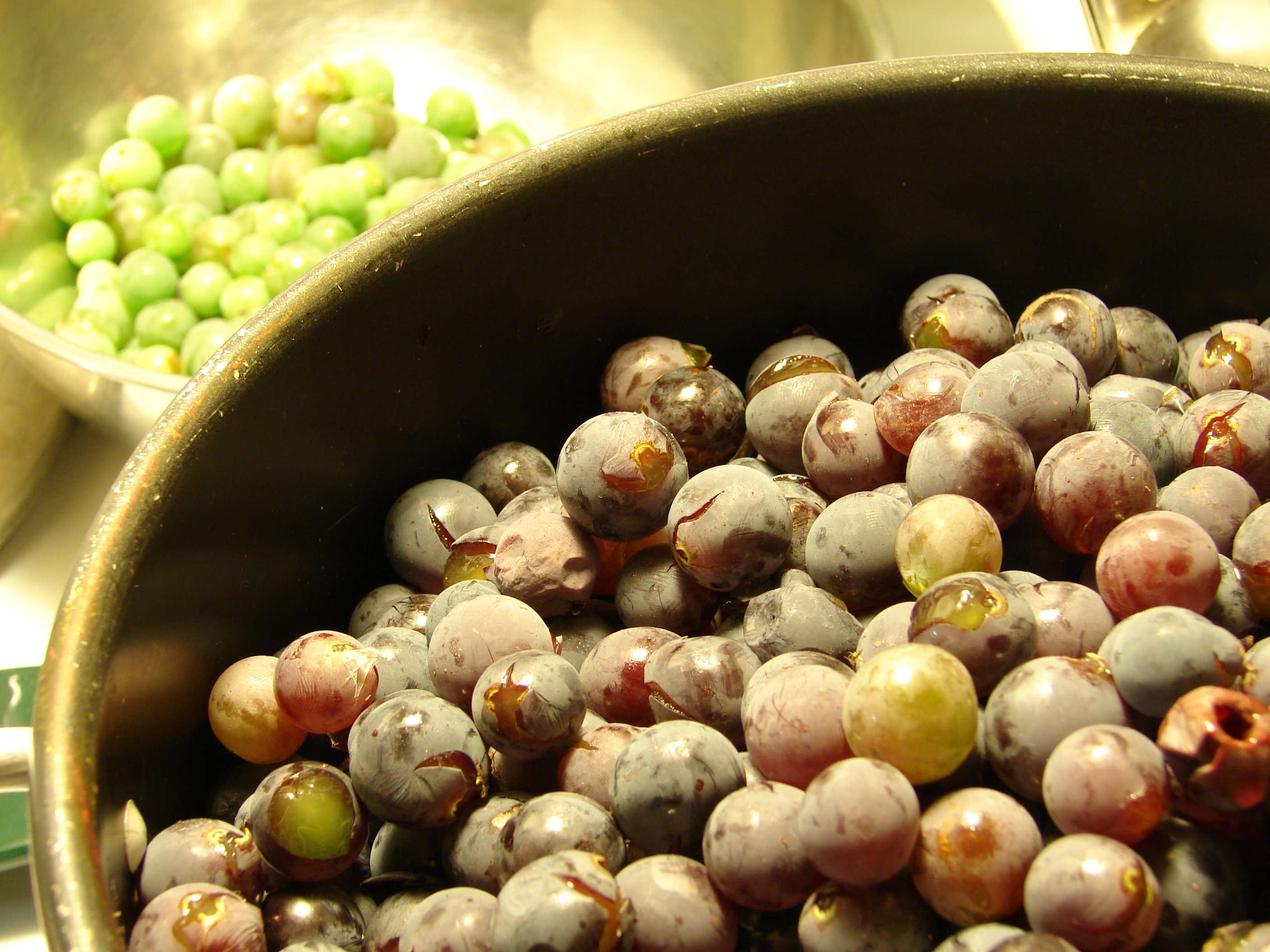
Стиглий виноград (передній план) та недозрілий виноград (тло). З недозрілого винограду можна зробити вержус
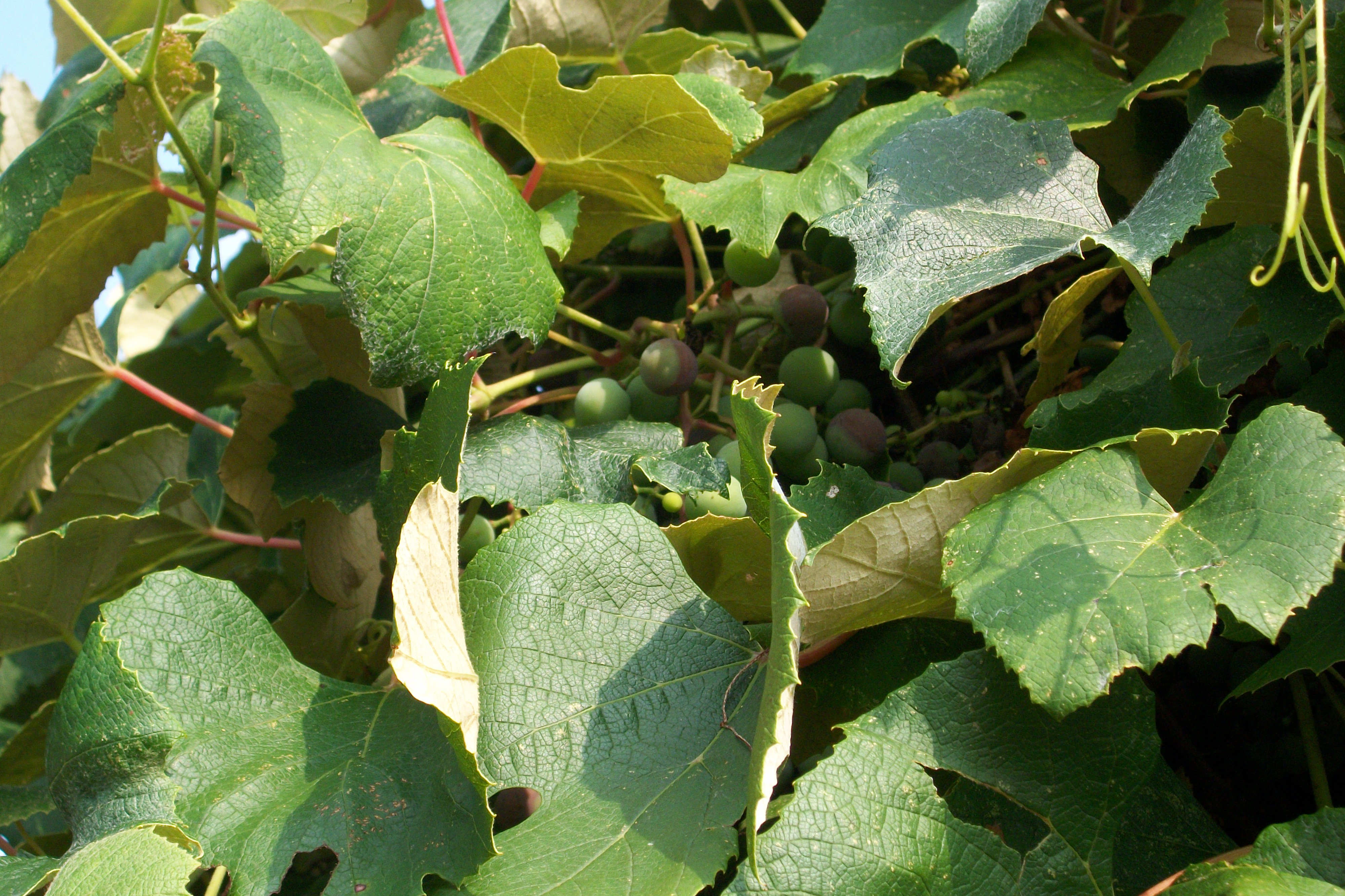
Виноград Конкорд, що зростає на Грейп-Айленді, штат Массачусетс
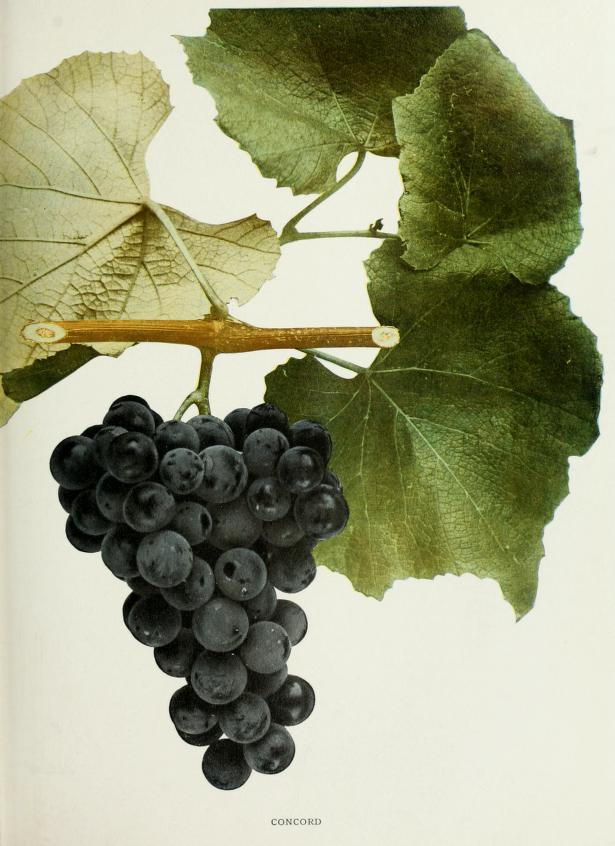
Фотографія винограду Конкорд із книги "Виноград Нью-Йорка" 1908 року Улісса Прентіса Гедріка